# Döttingen
Döttingen est une commune suisse du canton d'Argovie, située dans le district de Zurzach.

Vue aérienne (1956).

## Population
Au 31 décembre 2011, Döttingen compte 3 724 habitants et la proportion d'étrangers s'élève à 38,1 %.
Au recensement de 2000, 57,5 % sont catholiques, 15,8 % réformés, 2,4 % chrétiens-orthodoxes et 13,2 % musulmans ; 0,9 % ont d'autres croyances religieuses.
75,9 % de la population considèrent l'allemand comme leur langue principale, 7,8 % l'italien, 4,4 % l'albanais, 3,2 % le turc, 3,0 % le serbo-croate, 2,1 % le portugais, tandis que l'espagnol et le français 0,6 % chacun.